# Гуркі (Парчівський повіт)
Гуркі (пол. Górki) або Горки — село в Польщі, у гміні Сосновиця Парчівського повіту Люблінського воєводства. Населення — 232 особи (2011).

## Історія
За даними етнографічної експедиції 1869—1870 років під керівництвом Павла Чубинського, у селі переважно проживали греко-католики, які розмовляли українською мовою.
У 1917—1918 роках у селі Горки діяла українська школа, заснована 18 серпня 1917 року, у якій навчалося 24 учні, учитель — М. Мусєвич.
У 1921 році село входило до складу гміни Турно Володавського повіту Люблінського воєводства Польської Республіки.
У 1975—1998 роках село належало до Холмського воєводства.

## Населення
Станом на 10 вересня 1921 року в селі налічувалося 39 будинків та 217 мешканців, з них:
- 103 чоловіки та 114 жінок;
- 193 православні, 20 римо-католиків, 4 юдеї;
- 125 українців, 57 поляків, 4 євреї, 31 особа іншої національності.

Демографічна структура станом на 31 березня 2011 року:
|          | Загалом | Допрацездатний вік | Працездатний вік | Постпрацездатний вік |
| -------- | ------- | ------------------ | ---------------- | -------------------- |
| Чоловіки | 121     | 27                 | 86               | 8                    |
| Жінки    | 111     | 18                 | 64               | 29                   |
| Разом    | 232     | 45                 | 150              | 37                   |